# Operace Modrá hvězda
Operace Modrá hvězda, známá také jako masakr v Amritsaru, byl zásah indické armády proti sikhským extremistům držícím rukojmí ve městě Amritsaru v noci ze 4. na 5. června 1984.

## Pozadí
Sikhům šlo o založení samostatného státu Chálistán (či dle jiných zdrojů osamostatnění Paňdžábu).

## Průběh
Skupina ozbrojených extremistů obsadila komplex amritsarského Zlatého chrámu. Jako rukojmí si vzali přibližně 2000 civilních sikhských návštěvníků chrámu. Indická premiérka Indira Gándhíová následně spustila vojenskou operaci. Oběti byly na obou stranách (všichni teroristé, asi 200 vojáků a všichni zajatí sikhští poutníci).

## Následky
Také sama Gándhíová za tuto akci později zaplatila životem. Dne 31. října 1984 byla zastřelena Beantem Singhem a Satwantem Singhem, dvěma členy své sikhské tělesné stráže. Odpovědí hinduistů na tento atentát byl rozsáhlý pogrom proti sikhům především v Novém Dillí, ale i v dalších oblastech Indie.

## Připomínka
Na paměť této události probíhá každoročně v listopadu dárcovská kampaň Blood donation by the Sikh Nation, a to po celém světě. První odběrné místo vzniklo v roce 1999 v Lower Mainland v Britské Kolumbii. Ve 21. století je dárcovských center celkem 30 v Kanadě, Spojených státech amerických a Austrálii. Společenství sikhů uvádí, že takto darovaná krev zachránila mezi lety 1999 a 2016 více než 120 000 životů. Ze strany sikhů jde o vyjádření občanského postoje, uvedli jejich představitelé.